# Movimiento Homosexual de Lima
El Movimiento Homosexual de Lima (MHOL) es una asociación civil, fundada en octubre de 1982, que se dedica a la defensa de los derechos de las personas LGBTI en Perú. Alcanzó reconocimiento social por sus investigaciones sobre los crímenes de odio contra minorías sexuales durante la época del terrorismo entre 1980 y 2000. Es la asociación LGBTI más antigua del Perú.

## Historia
Fue creado el 15 de octubre de 1982, por un grupo de hombres y mujeres, entre los que se encontraban intelectuales, estudiantes y profesionales. Dos de sus principales integrantes fueron Óscar Ugarteche y Roberto Miró Quesada.
El MHOL fue la primera organización peruana que abogó por los derechos civiles de las personas LGTBI en el Perú. En sus inicios las líneas de acción de la organización fueron la alianza con el Teatro del Sol, con el que se buscó una mayor convocatoria dirigida a personas homosexuales; el abordaje de la epidemia del VIH/SIDA y el feminismo lésbico, con el cual la organización se reafirmó como mixta.
Para 1986, la organización experimentó una mayor inclusión de mujeres lesbianas en sus filas, incorporando las demandas de este grupo a su agenda. En 1988, Rebeca Sevilla, quien también era activista y cofundadora del Grupo de Autoconciencia de Lesbianas Feministas – GALF, asumió la Dirección del MHOL, liderando la campaña de prevención del VIH. 
Uno de los principales logros del MHOL fue investigar los sucesos de la masacre de Tarapoto de 1989. Este crimen se trató del mayor ataque violento contra mujeres transgénero motivado por transfobia. Asimismo, el MHOL documentó los relatos de las víctimas LGBTI a manos de los grupos terroristas Movimiento Revolucionario Túpac Amaru y Sendero Luminoso y del Estado peruano, ante la poca información que brindó la Comisión de la Verdad y Reconciliación con respecto a la situación de las minorías en ese periodo de violencia política.

Perú en 1982 era un país amenazado por el terrorismo, la hiperinflación y la endeble institucionalidad democrática, sin embargo la generación fundacional del Movimiento Homosexual de Lima (MHOL) creyó en el futuro y en la posibilidad de transformarlo.
Giovanny Romero Infante, presidente del MHOL en 2012.

De acuerdo con el MHOL, durante la época del terrorismo murieron 500 personas por su orientación sexual en manos de todos los bandos, especialmente por parte de los grupos de extrema izquierda, los cuales tenían una abierta política de persecución y exterminio contra homosexuales, bisexuales y transexuales.
La agrupación formó parte del encuentro denominado Reflexión Lésbico-Homosexual de América del Sur, realizado del 24 al 28 de noviembre de 1992 en la localidad chilena de Nos (San Bernardo) y que fue la primera reunión de agrupaciones LGBT de Sudamérica.
El 1 de julio de 1995, con motivo del Día Internacional del Orgullo LGBT y de los 25 años de los sucesos de Stonewall, un reducido grupo de personas LGBTI del MHOL se autoconvocó en el Parque Kennedy en el distrito de Miraflores, para realizar lo que se considera como la primera manifestación LGBTI en Lima. El Primer Corso Gay, es decir la primera marcha del Orgullo en Perú, fue convocado en 2002, apoyado por el humorista y drag queen Juan Carlos Ferrando.

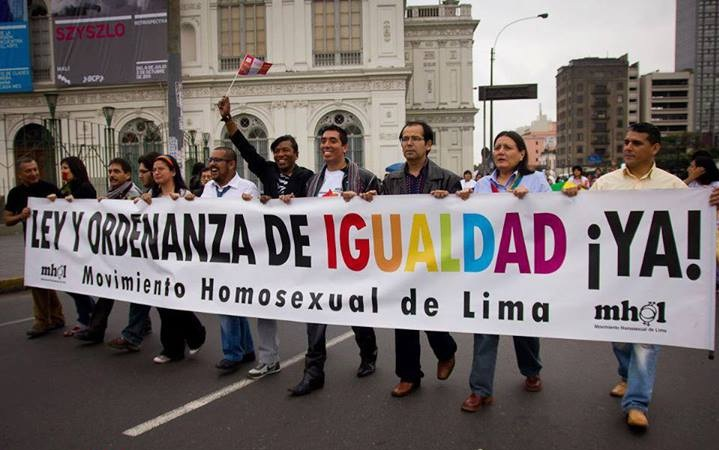
Marcha del MHOL en el día Internacional del Orgullo LGBT de 2011 en Lima.

En 2011 el MHOL se reorganizó por problemas internos y tomó una postura más política progresista que histórica registradora, siendo sus nuevos líderes los activistas Verónica Ferrari (directora ejecutiva) y Giovanny Romero Infante (presidente).

## Visión y misión

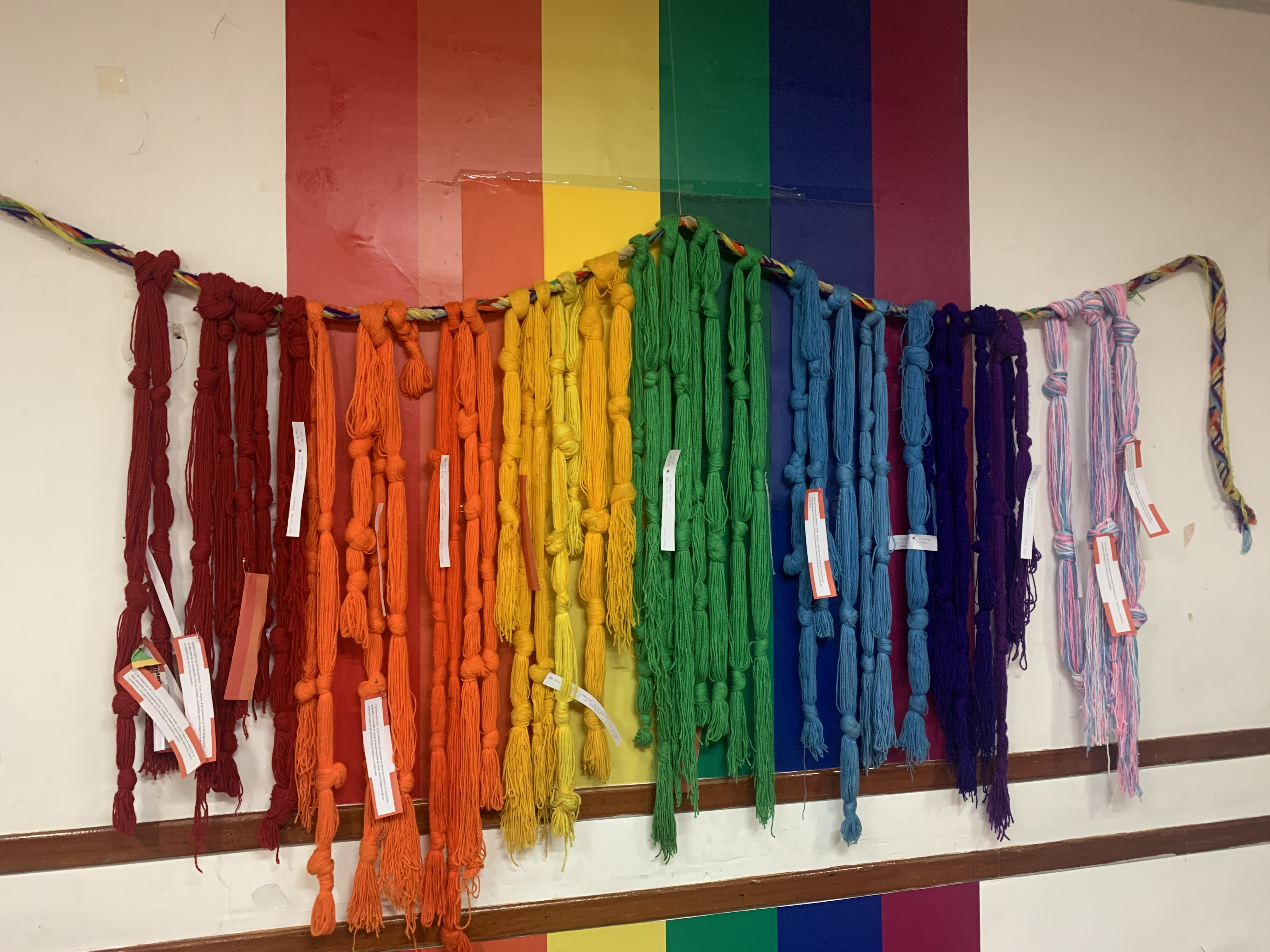
Quipu de la Memoria LGBTI realizado en el MHOL

La visión del MHOL apunta a una sociedad peruana democrática que garantiza los derechos humanos de todos y todas las personas LGBTQ+ en condiciones de equidad y sin discriminación por ninguna causa, en especial sobre aquellas basadas en la orientación sexual o en la identidad de género.
El MHOL es una de las principales organizaciones impulsoras de las celebraciones del Día Nacional de Lucha contra la Violencia y Crímenes de Odio hacia Lesbianas, Trans, Gays y Bisexuales (31 de mayo) y del día Internacional del Orgullo LGBT (28 de junio), además, promueve campañas de prevención y tratamiento del SIDA entre la población homosexual peruana.

## Revista Conducta (Im)propia

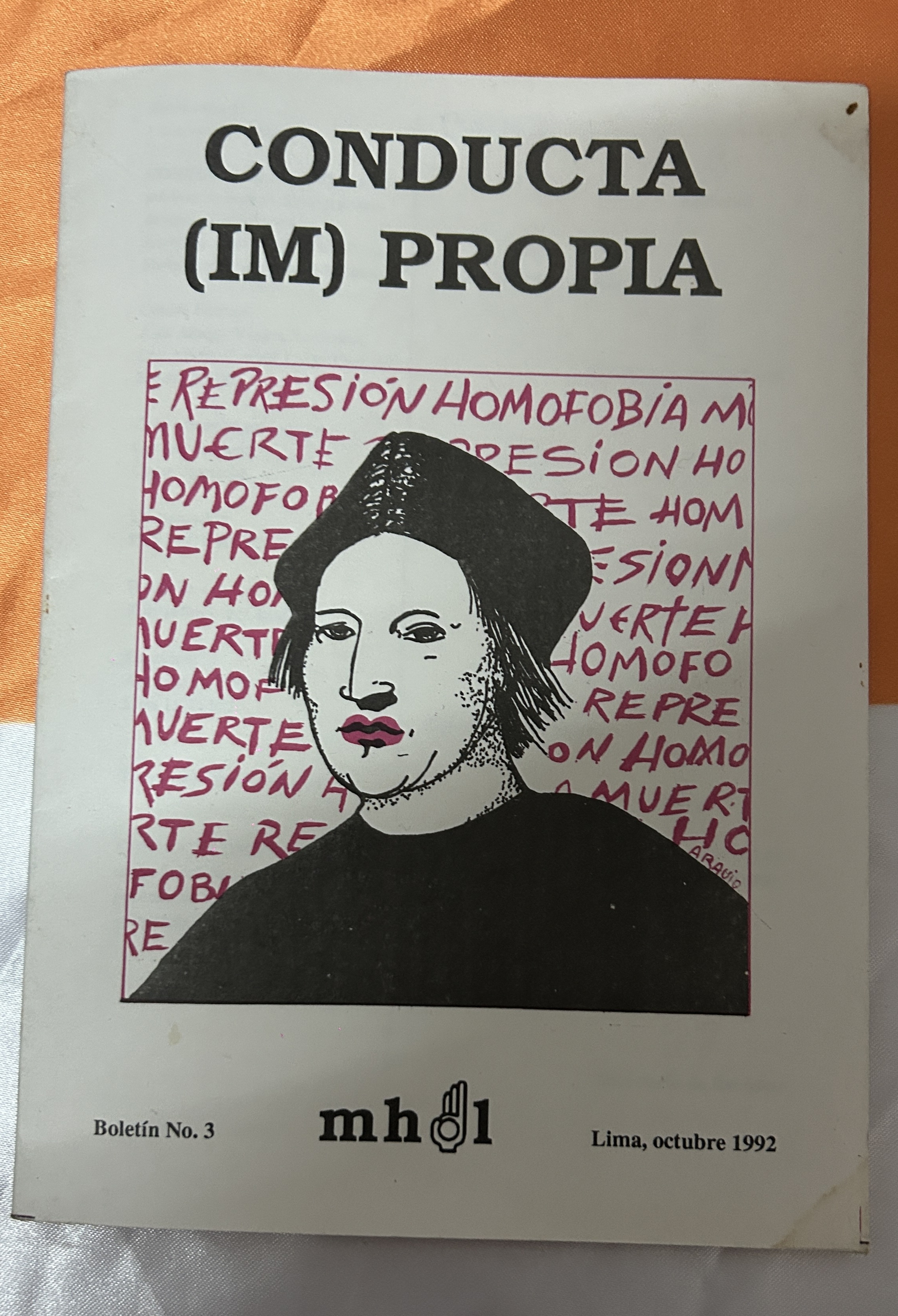
Revista "CONDUCTA (IM)PROPIA" ejemplar del año 1992

El MHOL publicó la revista Conducta (Im)propia, donde se analiza cuales fueron los antecedentes claves de esta organización y como fueron creando su retórica en favor de las importantes demandas de personas LGTBIQ+. Esta revista mostraba los diversos capítulos de crítica que encaminaron el desenvolvimiento del MHOL, los cuales se interceptan entre la crisis de VIH/sida, las dinámicas del sexo femenino lésbico y la sátira de teatro gay.
La revista se fue modificando de acuerdo a las hipótesis y variables dentro de los modelos de convivencias entre la comunidad LGTBIQ+ originadas en Estados Unidos y Europa, especialmente en Gran Bretaña. En estas regiones se originaba la importancia de lo que es ser homosexual, siendo así que la promoción de la revolución sexual y la fecha histórica decisiva que significó la revuelta de Stonewall en Nueva York en 1969; así el desenvolvimiento de las investigaciones de la homosexualidad en campos como la sociología, antropología, psicología e historia ha permitido que el desarrollo de los derechos homosexuales sean adaptados y desarrollados a través de una concepción intelectual desarrollada por activistas de la región sudamericana y de Europa.

## Revista EsD'Les
La Unidad de Lesbianas y Bisexuales del MHOL empezó a publicar la revista EsD'Les en 2009. La revista era autogestionada y se repartía gratuitamente en el local del MHOL los lunes de lesbianas y en algunos kioscos del distrito de Jesús María. Escribían en la revista Mary Vargas, facilitadora de los talleres para lesbiana de los lunes, y las activistas Verónica Ferrari y Pilar Rojas, entre otras. Tuvieron cuatro ediciones.

## Controversias
El periodista Carlos León Moya criticó las acciones de MHOL como los llamados «besos contra la homofobia» anuales en frente de la Catedral de Lima de «provocativas» y el uso indiscriminado del término «homofóbico/a» de no aportar nada en la lucha por los derechos LGBTI y solo hacer que la población mayoritariamente conservadora los vean como escandalosos y extremistas.

## Clausura

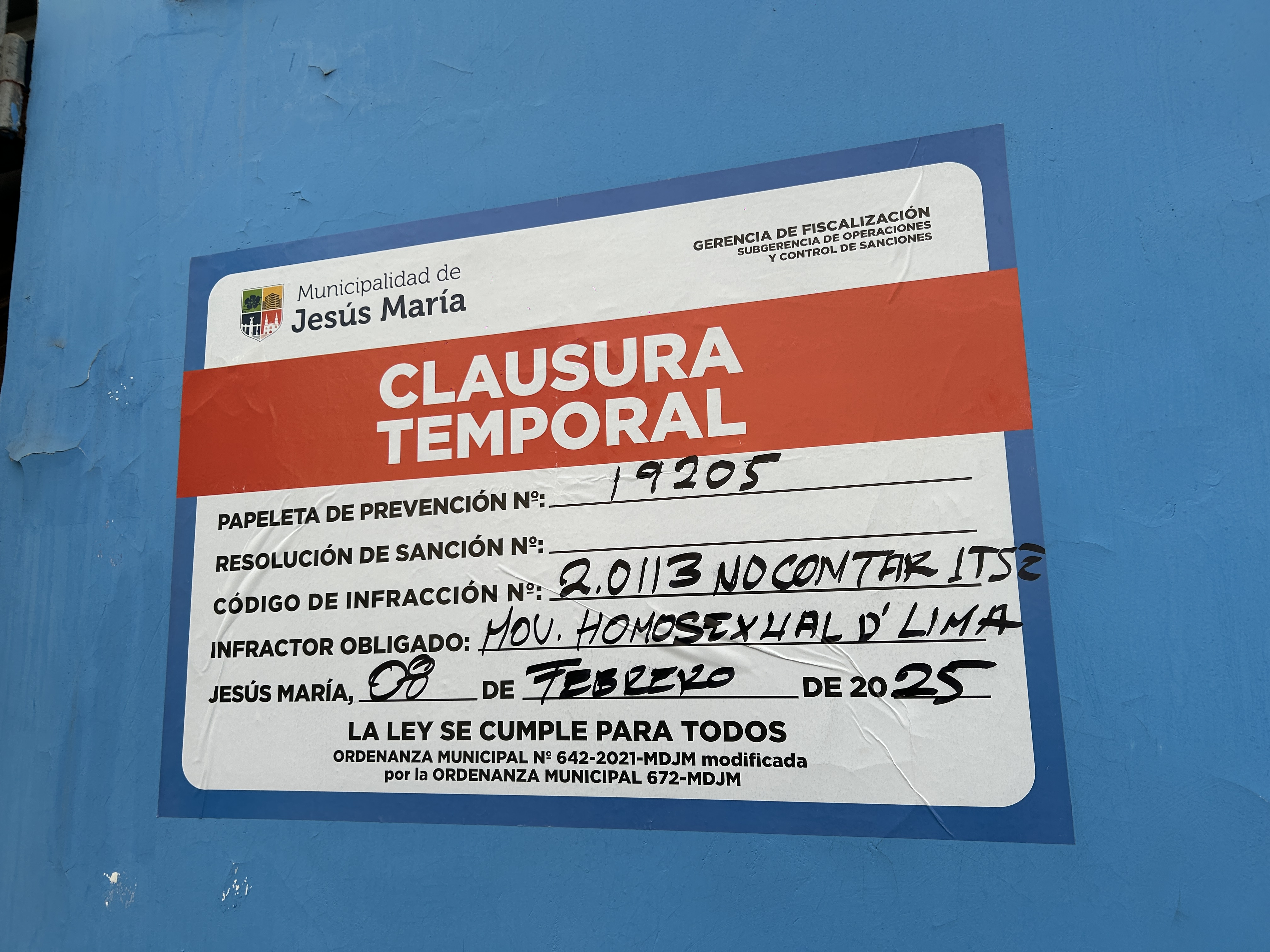
Clausura del MHOL

El 8 de febrero de 2025 la Municipalidad de Jesús María clausuró de manera temporal la sede del Movimiento Homosexual de Lima, en el contexto de una feria de cine LGBT aduciendo temas de defensa civil. Según el vocero del MHOL, Aldo Araujo, inicialmente los fiscalizadores preguntaron por el evento de cine LGBT, es la primera vez en 30 años que les clausuran el local.  